# Pseudimbrasia colorata
Pseudimbrasia colorata är en fjärilsart som beskrevs av Pierre Claude Rougeot 1980. Pseudimbrasia colorata ingår i släktet Pseudimbrasia och familjen påfågelsspinnare. Inga underarter finns listade i Catalogue of Life.